# Patrick Heckmann
Patrick Heckmann, né le 27 février 1992, à Mayence, en Allemagne, est un joueur allemand de basket-ball. Il évolue au poste d'ailier.

## Palmarès
- Champion d'Allemagne 2016, 2017
- Coupe d'Allemagne 2017